# Cainocrinidae
De Cainocrinidae zijn een familie van zeelelies uit de orde Isocrinida.

## Geslacht
- Teliocrinus Döderlein, 1912